# Brewster, Minnesota
Brewster là một thành phố thuộc quận Nobles, tiểu bang Minnesota, Hoa Kỳ. Năm 2010, dân số của thành phố này là 473 người.

## Dân số
- Dân số năm 2000: 502 người.
- Dân số năm 2010: 473 người.